# احصاءالعلوم
یکی از آثار معروف فارابی، کتاب احصاء العلوم است که در آن علوم متداول زمان خود (یا اصلی‌ترین علوم) را دسته‌بندی کرده‌است. به عقیده وی، همه دانشها را می‌توان در هشت دسته اصلی جای داد که برخی از آنها، خود شاخه‌هایی گوناگون دارند. در اینجا به اختصار به این دانش‌ها اشاره می‌کنیم:

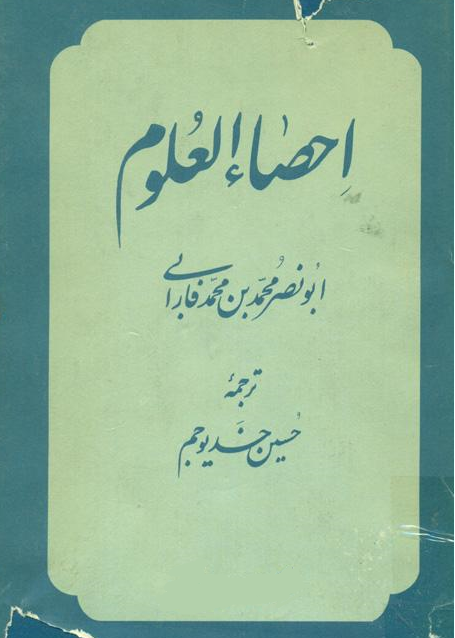
نویسنده: ابونصر محمد بن محمد فارابی

## زبان‌شناسی
از نظر فارابی، فراگیری دانش زبان‌شناسی، برای دستیابی به دو هدف اساسی است:
- یادگیری معانی واژه‌های یک زبان
- آشنایی با قوانین آن[۲](=صرف و نحو)

همچنین برخی از شاخه‌های این علم، به قوانین ناظر به کتابت و تصحیح قرائت می‌پردازند.

## منطق
فارابی در آثار خود بارها از تشابه و تفاوت دو علم منطق و نحو سخن گفته‌است.

به گفته وی، کاربست منطق، انسان را از خطای در فکر بازمی‌دارد؛ چنان‌که علم نحو از لغزش در گفتار جلوگیری می‌کند: 
«نسبة صناعة المنطق الی العقل و المعقولات کنسبة صناعة النحو الی اللسان و الالفاظ»

## علم تعلیمی
در اصطلاح فارابی، تعلیمات (=ریاضیات) نامی است که علوم هفت‌گانه زیر را در بر می‌گیرد:
- علم عدد
- هندسه
- موسیقی
- نجوم
- علم مناظر (این دانش در واقع بخشی از هندسه است و به اشیاء آن گونه که به چشم می‌آیند، می‌پردازد. به کمک این دانش، به خطاهای قوه باصره پی می‌بریم و نیز از فاصله ای دور اندازه اشیاء را می‌سنجیم. بخشی از علم مناظر که به خواص آیینه‌ها اختصاص دارد و ویژگی‌های شعاعهای غیر مستقیم را بررسی می‌کند، مرایا نام گرفته‌است[۴])
- علم اثقال (دانشی است که به نحوه محاسبه وزن اشیاء و شیوه‌های جا به جایی اجسام سنگین می‌پردازد.[۵])
- علم حِیل (به کمک این دانش، آنچه در علوم تعلیمی دیگر (همچون هندسه) به اثبات رسیده‌است، کاربردی می‌شود؛ برای مثال صنعت‌های معماری و اسلحه سازی از این دانش بهره می‌برند.[۶])

## علم طبیعی
به گفته فارابی، علم طبیعی (طبیعیات) خواص موجودات جسمانی را می‌کاود و از مسائلی از این دست سخن می‌گوید:
- علل چهارگانه پدیده‌های جسمانی
- شمار عناصر بسیط عالم
- چگونگی کون و فساد اجسام طبیعی
- ویژگی‌های مشترک گیاهان یا حیوانات

## علم الهی
از نظر فارابی، در علم الهی (الهیات) سه گونه بحث صورت می‌گیرد:
- بررسی احوال موجودات از آن نظر که موجودند. (الموجودات بما هی موجودات)
- پرداختن به مبادی هستی شناختی علوم دیگر؛ همچون بررسی دیدگاه کسانی که نقطه، وحدت و خط را جوهرهایی مجرد پنداشته‌اند.
- پاسخگویی به پرسشهایی دربارهٔ موجودات غیر جسمانی در قالب‌هایی از این دست: آیا موجوداتی غیر جسمانی نیز وجود دارند؟ در صورت مثبت بودن پاسخ، شمارشان چه مقدار است؟ آیا کمالات آنان یکسان است؟ این کاوش‌ها سرانجام به اثبات موجودی یگانه می‌انجامد که در همه کمالات بی همتاست:

«در علم الهی (الهیات) این مطلب به اثبات می‌رسد که در میان انبوه موجودات، برخی ناقص ترند و برخی دیگر کامل تر و کامل تر. این سلسله سرانجام به موجودات کاملی پایان می‌یابد که کامل تر از او نتواند بود؛ موجود نخستی که چیزی پیش از او نیست؛ موجودی که وجود خود را به هیچ وجه از چیزی دیگر نگرفته‌است.»

## علم مدنی
به گفته فارابی، این دانش افعال و ملکات اخلاقی و نیز غایات آن‌ها را بررسی می‌کند و میان سعادت حقیقی و پنداری فرق می‌گذارد. همچنین در این علم روشن می‌شود که تحقق افعال و سنن اخلاقی در گرو برپایی حکومتی است که به ترویج آن‌ها بپردازد. از نظر فارابی، حکومت‌ها بر اساس آنکه آدمیان را به سعادت حقیقی یا پنداری رهنمون گردند، «فاضله» یا «جاهله» نام می‌گیرند.

## علم فقه[۱۱]
در اصطلاح فارابی، علم فقه به معنای بهره‌گیری از آموزه‌های وحیانی برای استنباط چیزی است که به صراحت در شریعت بیان نشده و دارای دو بخش اساسی است:
- دیدگاه دین دربارهٔ خدا و جهان آفرینش
- احکام ناظر به عبادات و معاملات

## علم کلام
فارابی از علم کلام نیز تعریفی به گستردگی تعریف علم فقه به دست می‌دهد و قلمرو آن را به یکی از دو بخش اعتقادات و احکام منحصر نمی سازد. به گفته وی، کلام دانشی است که به کمک آن می‌توان از «عقاید» و «افعال» ی که شریعت از آن‌ها سخن گفته‌است، جانبداری کرد و به شبهات مخالفان پاسخ گفت. فارابی با نگاهی منفی به علم کلام، بر این باور است که متکلمان با استفاده از شیوه‌های ذیل به دفاع از آموزه‌های مکتب خود می‌پردازند:
- ادعای خردگریزی (و حتی خرد ستیزی) آموزه‌های دینی. به گفته فارابی، گروهی از متکلمان در دفاع از دین بر این نکته تأکید می‌ورزند که آموزه‌های وحیانی فراتر از درک عقول انسانی است و اگر جز این بود، به وحی نیازی نبود. به گفته این گروه از متکلمان، حتی ممکن است بسیاری از آدمیان برخی آموزه‌های دینی را در ستیز با عقل بپندارند؛ در حالی که عقول الهی، چون طفل دبستانی است. «و لو کان کذلک، لو کل الناس الی عقولهم، و لما کانت بهم حاجةٌ الی نبوة و لا الی وحی»[۱۲]
- روی آوردن به تأویل. به گفته فارابی، گروهی دیگر از متکلمان در صورتی که نتوانند از معنای ظاهری آموزه‌های شرعی جانبداری کنند، آن‌ها را به تأویل می‌برند و اگر با این شیوه نیز به مقصود نرسیدند، همچون گروه اول بر صدق آموزه‌های دینی و راستگویی آورنده آن‌ها پای می‌فشارند.[۱۳]
- خرده‌گیری از طعنه زنان. فارابی بر این باور است که برخی متکلمان، بجای دفاع از عثاید خود، مقابله به مثل می‌کنند و دیدگاه مخالفان را به چالش می‌کشند.[۱۴]
- تهدید و مرعوب ساختن مخالفان. به گفته فارابی، گروهی دیگر از متکلمان گفتگوی علمی را کنار می‌نهند و به راه‌هایی چون مرعوب ساختن مخالفان و تمسخر آنان روی می‌آورند.[۱۵]
- پناه بردن به دروغ و مغالطه. سرانجام فارابی به این نکته اشاره می‌کند که بعضی از متکلمان از آن جا که در درستی عقاید خود تردیدی ندارند، حتی به‌کارگیری دروغ و مغالطه را نیز برای دفاع از مکتب روا می‌پندارند؛ با این استدلال که آن کس که به این دین نگرویده، یا دشمنی داناست، یا دوستی نادان؛ ناگفته پیداست که برای غلبه بر دشمنان و هدایت جاهلان، از دروغ و مغالطه نیز می‌توان بهره گرفت.[۱۶]